# CALLING ME
「CALLING ME」（コーリング ミー）は、滴草由実の9枚目のシングル。

## 内容
前作「I still believe 〜ため息〜」から約1年振りの作品発表となる。アコースティックギターのサウンドを前面に押し出したアコースティックナンバーとなっており、PVでも自身がアコースティックギターを演奏している。
本作は初めて自身で作曲・編曲を手掛けたセルフプロデュース作となる。

## 収録曲
1. CALLING ME
作詞・作曲・編曲：滴草由実
  - TBS系『徳光和夫の感動再会"逢いたい"』2008年4月度〜6月度エンディングテーマ
  - チバテレビ『美LIVE』2008年6月度エンディングテーマ
  - チバテレビ制作UHF32局ネット『MU-GEN 〜Music Generations〜』2008年6月度エンディングテーマ
2. I don't know why
作詞・作曲・編曲：滴草由実
3. CALLING ME (Instrumental)
4. I don't know why (Instrumental)

## レコーディング参加
- 増崎孝司（DIMENSION） - ギター
- 新津健二 - ベース